# Nanorana sichuanensis
Espèce
Synonymes
- Rana sichuanensis Dubois, 1987 "1986"
- Paa sichuanensis (Dubois, 1987)

Nanorana sichuanensis est une espèce d'amphibiens de la famille des Dicroglossidae.

## Répartition
Cette espèce est endémique du Sud du Sichuan en République populaire de Chine. Elle se rencontre au Nord du Yangzi Jiang.

## Étymologie
Son nom d'espèce, composé de sichuan et du suffixe latin -ensis, « qui vit dans, qui habite », lui a été donné en référence au lieu de sa découverte, le Sichuan.

## Publication originale
- Dubois, 1987 "1986" : Miscellanea taxinomica batrachologica (I). Alytes, vol. 5, no 1, p. 7-95 (« texte intégral »(Archive.org • Wikiwix • Archive.is • Google • Que faire ?)).